# Bølgens Børn
Bølgens Børn er en dansk oplysningsfilm fra 2010, der er instrueret af Marica Pedersen og Mia Nielsen.

## Handling
De tre brødre Oscar, Lester og Miguel bor ved Nicaraguas vestkyst. Havet her råder over landets bedste bølger. Da brødrene var små brugte de kun havet til at fiske og bade i, men for to år siden begyndte de også at surfe. Siden da har de brugt al deres tid i bølgerne. Drengenes store drøm er en dag at blive professionelle og kunne leve af at surfe. Filmen foregår i Nicaragua, som er Latinamerikas næstfattigste land. På grund af fattigdom er der stor mangel på arbejde og mange unge bliver fristet af kriminalitet og hurtige penge. Det kræver en stor portion viljestyrke og kreativitet, hvis man skal gå andre veje. Filmen følger drengenes forsøg på at finde vejen til en bedre fremtid.